# Thiago Seyboth Wild
Thiago Seyboth Wild (Marechal Cândido Rondon, 10 maart 2000) is een Braziliaanse tennisser.

## Palmares
| Legenda                       | Legenda               |
| ----------------------------- | --------------------- |
| Grand Slam                    |                       |
| Olympische Spelen             |                       |
| tot 2009                      | vanaf 2009            |
| Tennis Masters Cup            | ATP Finals            |
| ATP Masters Series            | ATP Tour Masters 1000 |
| ATP International Series Gold | ATP Tour 500          |
| ATP International Series      | ATP Tour 250          |

### Gewonnen finales  (enkelspel)
| Nr.                  | Datum           | Toernooi     | Ondergrond | Tegenstanders in finale | Score         | Details |
| -------------------- | --------------- | ------------ | ---------- | ----------------------- | ------------- | ------- |
| Gewonnen finales     |                 |              |            |                         |               |         |
| 1.                   | 2 maart 2020    | ATP Santiago | Gravel     | Casper Ruud             | 7-5, 4-6, 6-3 | Details |
| Gewonnen challengers |                 |              |            |                         |               |         |
| 1.                   | 3 november 2019 | Guayaquil    | Gravel     | Hugo Dellien            | 6-4, 6-0      |         |
| 2.                   | 19 maart 2023   | Viña del Mar | Gravel     | Hugo Gaston             | 7-5, 6-1      |         |

### Verloren finales (enkelspel)
| Nr.              | Datum        | Toernooi     | Ondergrond | Ondergrond  | Partner                            | Score             | Details |
| ---------------- | ------------ | ------------ | ---------- | ----------- | ---------------------------------- | ----------------- | ------- |
| Verloren finales |              |              |            |             |                                    |                   |         |
| 1.               | 5 maart 2023 | ATP Santiago | Gravel     | Matias Soto | Andrea Pellegrino Andrea Vavassori | 4–6, 6–3, [10–12] | Details |

## Prestatietabel grandslamtoernooien
| Legenda | Legenda                          |
| ------- | -------------------------------- |
| g.t.    | geen toernooi gehouden           |
| l.c.    | lagere categorie                 |
| –       | niet deelgenomen                 |
| G       | uitgeschakeld in de groepsfase   |
| 1R      | uitgeschakeld in de eerste ronde |
| 2R      | uitgeschakeld in de tweede ronde |
| 3R      | uitgeschakeld in de derde ronde  |
| 4R      | uitgeschakeld in de vierde ronde |
| KF      | uitgeschakeld in de kwartfinale  |
| HF      | uitgeschakeld in de halve finale |
| F       | de finale verloren               |
| W       | het toernooi gewonnen            |
| w-v     | winst/verlies-balans             |

### Enkelspel
| Grandslamtoernooien  |      |      |      |      |      |      |
| Australian Open      | –    | –    | –    | –    | –    | –    |
| Roland Garros        | –    | –    | –    | –    | –    | 3R   |
| Wimbledon            | –    | –    | g.t. | –    | –    | –    |
| US Open              | –    | –    | 1R   | –    | –    | –    |
| ATP Masters 1000     |      |      |      |      |      |      |
| Indian Wells         | –    | –    | g.t. | –    | –    | –    |
| Miami                | –    | –    | g.t. | 1R   | –    | –    |
| Monte Carlo          | –    | –    | g.t. | –    | –    | –    |
| Madrid               | –    | –    | g.t. | –    | –    | –    |
| Rome                 | –    | –    | –    | –    | –    | –    |
| Montreal/Toronto     | –    | –    | g.t. | –    | –    | –    |
| Cincinnati           | –    | –    | –    | –    | –    | –    |
| Shanghai             | –    | –    | g.t. | g.t. | g.t. |      |
| Parijs               | –    | –    | –    | –    | –    |      |
| Olympische Spelen    |      |      |      |      |      |      |
| Olympische Spelen    | g.t. | g.t. | g.t. | –    | g.t. | g.t. |
| statistieken         |      |      |      |      |      |      |
| totaal aantal titels | 0    | 0    | 1    | 0    | 0    | 0    |
| eindejaarsranking    | 449  | 211  | 116  | 131  | 417  |      |

- (en)  Profiel van Thiago Seyboth Wild op de website van de ATP
- (en) Profiel van Thiago Seyboth Wild op de website van de ITF
- (en)  Profiel van Thiago Seyboth Wild in de Davis Cup